# Zedd
Anton Zaslavski (tiếng Nga: Антон Игоревич Заславский; sinh ngày 02 tháng 9 năm 1989) được biết đến chủ yếu bởi nghệ danh Zedd (/ˈzɛd/), là một nhà sản xuất nhạc điện tử, DJ và nhạc sĩ người Nga - Đức. Anh chủ yếu sản xuất nhạc electro house, nhưng sau này anh đã thử nghiệm các thể loại âm nhạc mới, với các ảnh hưởng từ progressive house, dubstep, và nhạc cổ điển. Zedd lớn lên và bắt đầu sự nghiệp của mình ở Kaiserslautern, Đức. Những nhạc phẩm tiêu biểu của anh cho tới nay có thể nhắc tới bài hát "Clarity" với sự góp giọng của Foxes đã đạt vị trí thứ 8 trên bảng xếp hạng Billboard Hot 100 và vị trí quán quân trên bảng xếp hạng US Hot Dance Club Songs; và "Break Free", một bài hát đã vươn lên được vị trí thứ 4 trên bảng xếp hạng Billboard Hot 100 và vị trí quán quân trên bảng xếp hạng Hot Dance/Electronic Songs, trở thành bài hát đầu tiên của anh làm được điều này. Zedd cũng có được một Giải Grammy cho Thu âm nhạc dance xuất sắc nhất tại Giải Grammy lần thứ 56 cho "Clarity".

## Tiểu sử
Zaslavski sinh ra ở Saratov, Nga vào ngày 2 tháng 9 năm 1989. Anh là một nhạc sĩ được đào tạo theo kiểu cổ điển. Anh là con trai của hai nhạc sĩ. Anh bắt đầu chơi piano năm bốn tuổi và biết chơi trống năm mười hai tuổi. Anh có một người anh trai, Arkadi, và một người em trai cùng cha khác mẹ, Daniel. Năm 2002, Zaslavski bắt đầu chơi cho ban nhạc deathcore Dioramic ở Đức, dưới hợp đồng với Lifeforce Records. Sở thích sản xuất nhạc điện tử của Zaslavski được khơi dậy sau khi nghe album Cross của bộ đôi nhạc điện tử người Pháp Justice.

## Sự nghiệp

### 2002–2011: Bắt đầu sự nghiệp
Năm 2002, Zaslavski bắt đầu chơi nhạc cho ban nhạc Đức Dioramic của hãng thu âm Lifeforce Records. Đam mê sản xuất nhạc điện tử của Zaslavski bắt đầu khi anh nghe album † của bộ đôi nhạc điện tử người Pháp Justice. Anh bắt đầu sản xuất nhạc điện tử vào năm 2009.
Dưới cái tên 'Zedd', Zaslavski đã tham gia sản xuất khá nhiều các bài hát cũng như phiên bản remix. Anh chiến thắng hai giải trong cuộc thi phối khí năm 2010 của Beatport; sản phẩm âm nhạc đầu tiên của anh, "The Anthem", đã lọt vào top 20 bảng xếp hạng Beatport Electro House. Bản phối lại của Zedd cho bài hát "Scary Monsters and Nice Sprites" của Skrillex cũng lọt vào bảng xếp hạng Beatport Electro House với vị trí á quân. Từ đó anh cũng tham gia phối lại các bài hát của nhiều nghệ sĩ nổi tiếng như Justin Bieber, Lady Gaga, The Black Eyed Peas...
Năm 2011, Bản remix của Zedd cho bài hát "Born This Way" của Lady Gaga được xuất hiện trong phiên bản đặc biệt của album phòng thu Born This Way (2011) của cô. Tháng 9, 2011, ba mươi giây nghe trước của đĩa đơn "Shave It Up" của Zedd được ra mắt trên kênh YouTube của Skrillex, trở thành sản phẩm đầu tiên của Zedd được phát hành bởi hãng thu âm OWSLA Records.

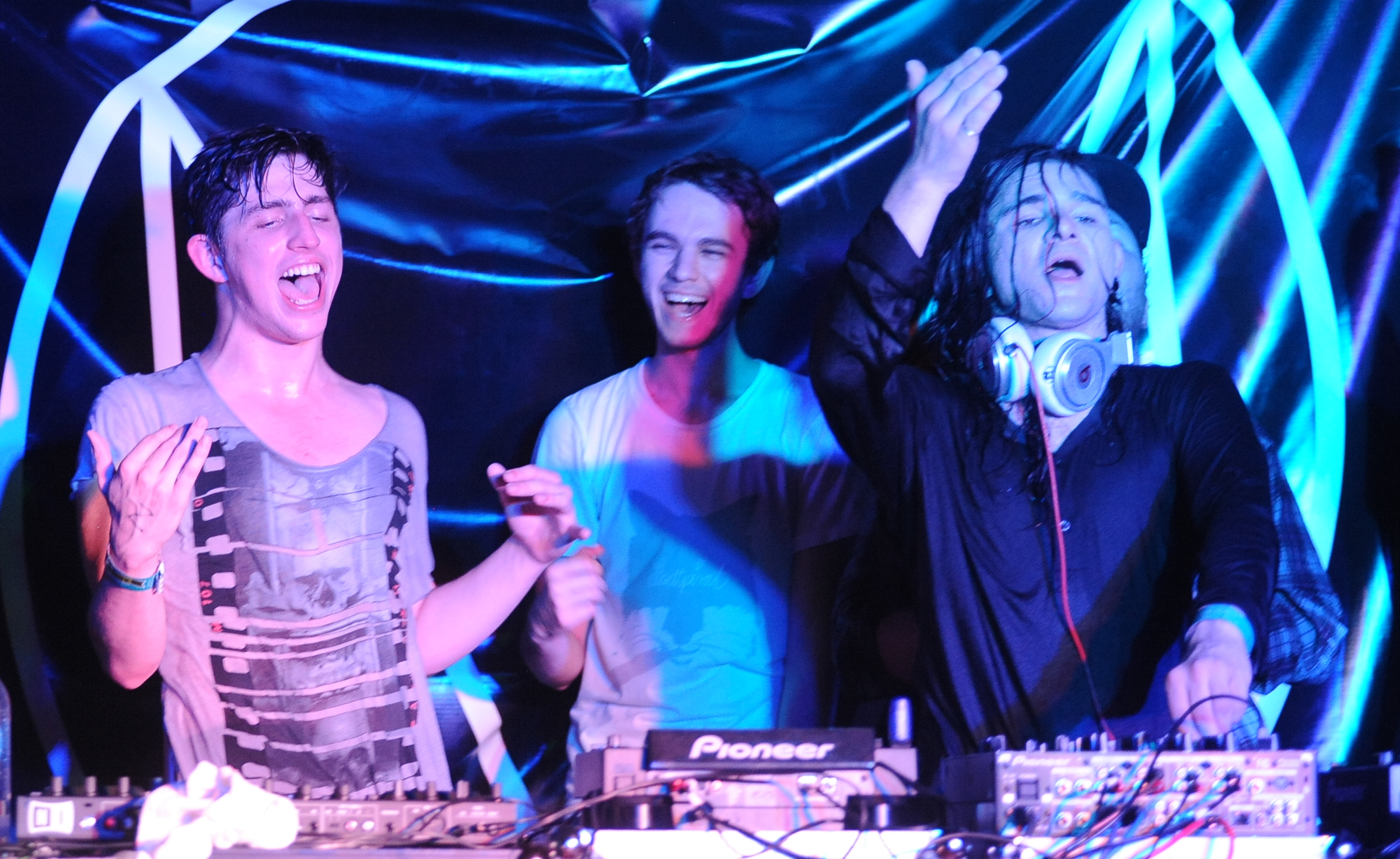
Từ trái sang: Porter Robinson, Zedd, và Skrillex biểu diễn tại SXSW vào ngày 16 tháng 3 năm 2012.

### 2012–2014:Clarity
Năm 2012, Zedd ký hợp đồng với Interscope Records và ra mắt đĩa đơn đầu tiên từ hãng thu âm này, "Spectrum", với sự góp giọng của Matthew Koma. Anh sau đó tham gia sản xuất cho bài hát "I Don't Like You" của Eva Simons, bài hát này cũng được phát hành bởi Interscope. Đĩa đơn thứ ba "Beauty and a Beat" từ album phòng thu thứ ba của Justin Bieber, Believe, cũng là do Zedd đồng sáng tác và sản xuất cùng với Max Martin.
Năm 2013, Zedd thực hiện sản xuất ba bài hát "Aura", "G.U.Y.", và "Donatella" cho album phòng thu năm 2013 của Lady Gaga, Artpop. Anh cũng là nhà sản xuất cho "Heaven" từ album Feel của Namie Amuro.
Ngày 26 tháng 1 năm 2014, Zedd phát hành đĩa đơn "Find You" hợp tác với Matthew Koma và Miriam Bryant, bài hát nằm trong album nhạc phim của Dị biệt. Ngày 3 tháng 7 năm 2014, Ariana Grande phát hành một bài hát có sự hợp tác của Zedd có tựa "Break Free", bài hát đạt vị trí thứ 4 trên bảng xếp hạng Billboard Hot 100 và vị trí quán quân trên bảng xếp hạng Hot Dance/Electronic Songs. Bài hát này được đề cử cho Giải Sự lựa chọn của Giới trẻ ở hạng mục "Bài hát chia tay".

### 2015–2016:True Colors
Ngày 23 tháng 2 năm 2015, Zedd phát hành một nhạc phẩm cộng tác với Selena Gomez lấy tên "I Want You to Know". Bài hát được đồng sáng tác bởi Zedd, Ryan Tedder từ OneRepublic, và KDrew.
Album phòng thu thứ hai của Zedd, True Colors, được phát hành vào ngày 18 tháng 5 năm 2015.

### 2017–2023: Các dự án hợp tác và đĩa đơn

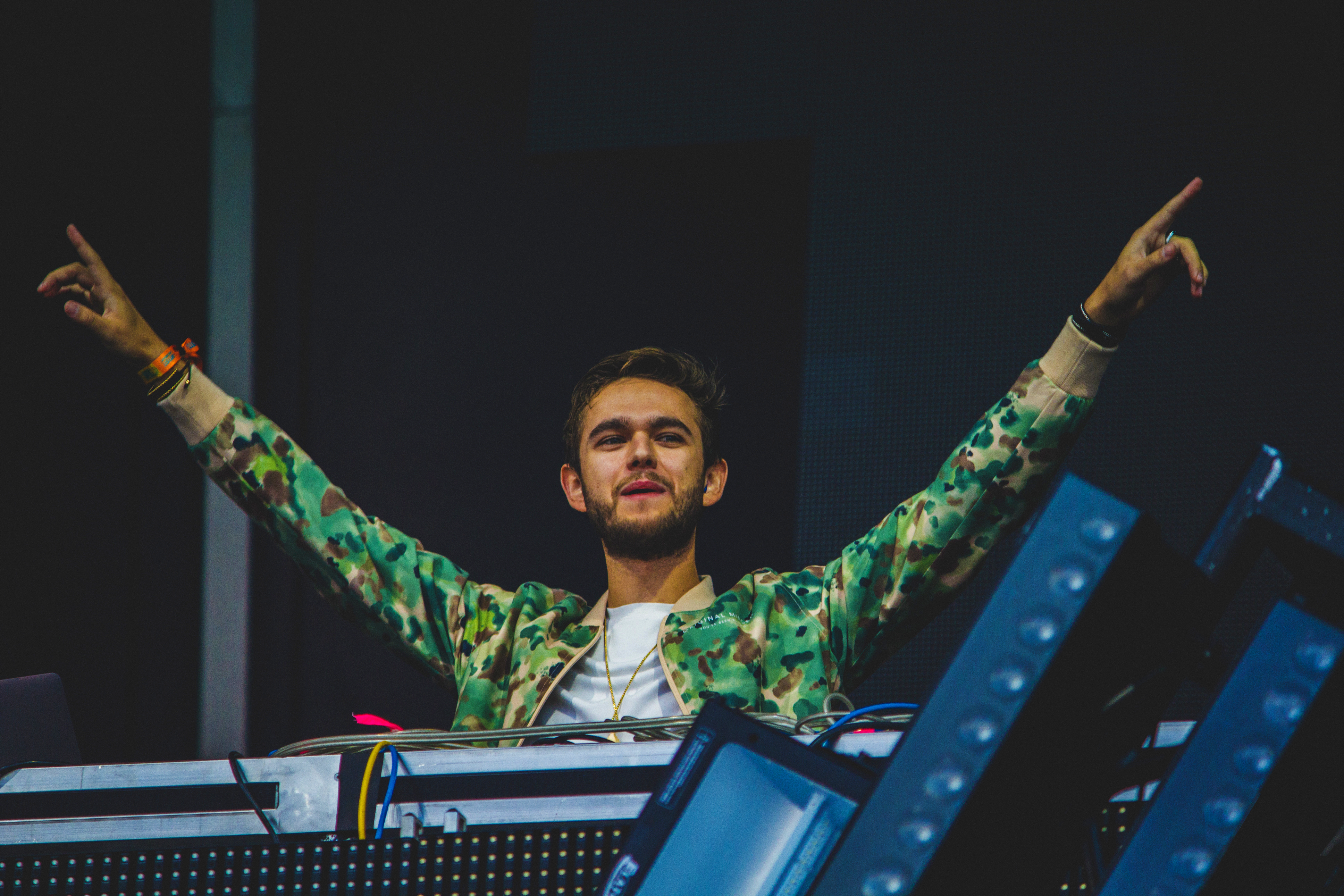
Zedd biểu diễn ở VELD Music Festival 2017

### 2024–nay:Telos
Chín năm sau khi phát hành True Colors, Zedd công bố album thứ ba của mình, Telos, phát hành vào ngày 30 tháng 8, 2024. Vào ngày 21 tháng 6 năm 2024, Zedd phát hành đĩa đơn đầu tiên trong album này là "Out of Time", hợp tác với ca sĩ Bea Miller.

## Danh sách đĩa nhạc
- Clarity (2012)
- True Colors (2015)
- Telos (2024)

## Giải thưởng và đề cử
| Năm  | Giải thưởng                     | Đề cử                         | Hạng mục                              | Kết quả   |
| ---- | ------------------------------- | ----------------------------- | ------------------------------------- | --------- |
| 2013 | Giải Video âm nhạc của MTV      | "Clarity" (hợp tác với Foxes) | Nghệ sĩ đáng theo dõi                 | Đề cử     |
| 2013 | Giải thưởng Âm nhạc Mỹ          | Zedd                          | Nghệ sĩ nhạc điện tử yêu thích nhất   | Đề cử     |
| 2014 | Giải Grammy                     | "Clarity" (hợp tác với Foxes) | Thu âm nhạc dance xuất sắc nhất       | Đoạt giải |
| 2014 | Giải thưởng Âm nhạc iHeartRadio | "Clarity"                     | Bài hát EDM của năm                   | Đề cử     |
| 2014 | Giải thưởng âm nhạc Billboard   | Zedd                          | Top nghệ sĩ nhạc dance/điện tử        | Đề cử     |
| 2014 | Giải thưởng âm nhạc Billboard   | "Clarity"                     | Top bài hát nhạc dance/điện tử        | Đề cử     |
| 2014 | Giải thưởng âm nhạc Billboard   | Clarity                       | Top album nhạc dance/điện tử          | Đề cử     |
| 2014 | Giải Sự lựa chọn của Giới trẻ   | Zedd                          | Lựa chọn nghệ sĩ nhạc dance – điện tử | Đề cử     |
| 2014 | Giải Video âm nhạc của MTV      | "Stay the Night"              | Giải thưởng MTV Clubland              | Đoạt giải |
| 2014 | Giải Âm nhạc châu Âu của MTV    | Zedd                          | Nghệ sĩ Push xuất sắc nhất            | Đề cử     |
| 2014 | Giải thưởng DJ                  | Zedd                          | DJ electro xuất sắc nhất              | Đề cử     |